# Salas bästa
Salas bästa (SBÄ) är ett lokalt politiskt parti i Sala kommun.

## Historik
Salas bästa bildades i februari 2010. Partiet är inte ideologiskt och beskriver sig som att de inte letar efter ideologiska lösningar utan praktiska lösningar.   Deras mål inför valet var att skapa ett parti som var renodlat kommunalt och därmed värnar helt om kommunens välbefinnande.
I valet till kommunfullmäktige i Sala kommun 2010 fick Salas Bästa 10,61 procent av rösterna och fick därigenom fem mandat i kommunfullmäktige.
I valet till kommunfullmäktige i Sala kommun 2014 fick Salas Bästa 10,56 procent av rösterna och fick därigenom fem mandat i kommunfullmäktige.
Partiet har en orange gerbera som partisymbol.
Salas Bästa är med och styr Salas kommun efter valet 2014 tillsammans med allianspartierna Liberalerna, Moderaterna, Centerpartiet och Kristdemokraterna genom en valteknisk samverkan. Salas Bästas partiledare Hanna Westman är vice kommunalråd i Salas kommun.
I valet till kommunfullmäktige i Sala kommun 2018 fick Salas Bästa 9,44 procent av rösterna och fick därigenom fyra mandat i kommunfullmäktige.
I valet till kommunfullmäktige i Sala kommun 2022 fick Salas Bästa 9,70 procent av rösterna och fick därigenom fyra mandat i kommunfullmäktige.

## Valresultat
| År   | Röster | %     | Mandat  |
| ---- | ------ | ----- | ------- |
| 2010 | 1 471  | 10,61 | 5 av 45 |
| 2014 | 1 523  | 10,56 | 5 av 45 |
| 2018 | 1 421  | 9,44  | 4 av 45 |
| 2022 | 1 441  | 9,70  | 4 av 45 |